# Компактный кроссовер
Компактный кроссовер (C-SUV)  — подкласс автомобилей типа кроссовер. По размеру компактные кроссоверы находятся между субкомпактными (B-SUV) и среднеразмерными (D-SUV).
В России в 2024 году продажи C-SUV составили 25% от всех автомобилей, проданных в стране.
В США в 2024 самым продаваемым компактным кроссовером был Toyota RAV4.
К данному типу относятся много различных автомобилей.